# 투레 린하르트
투레 린하르트(덴마크어: Thure Lindhardt, 1974년 12월 24일 ~ )는 덴마크의 영화 및 연극 배우이다.
린하르트는 코펜하겐에서 패스트롤 신학교의 교장인 모겐스 린하르트와 부인 안 린하르트의 아들로 태어났으며, 로스킬레에서 자랐다. 일찍부터 배우를 지망하여 12세가 되던 해에 빌레 아우구스트의 영화 《정복자 펠레》에 단역으로 출연하였다. 또, 가족 영화 Negerkys og labre larver에서도 단역으로 출연하였다.
1998년 오덴세 극단의 연극 학교를 졸업하고 같은 해 Shopping and Fucking at Caféteatret에 출연하면서 정식 배우로 데뷔하였다. 1999년에는 글라드삭스 극장에서 공연된 Scenes form a Century, 로얄 극장에서 공연되었고 극찬을 받아 2000년 루이머트 최우수 연극상을 수상한 유진 O. 네일스의 마라톤 드라마 Strange Interlude에 출연하였으며, 인상적인 연기로 루이머트 최우수 신인상을 수상하였다.
이후 2000년 기타 뇌르뷔와 함께 출연한 A Place Nearby에서 자폐증을 가진 소년을 연기하여 비약적인 주목을 받게 되었다. 이 영화는 제50회 베를린 영화제 공식 선정작이었으며, 행사 중에는 연기에 대한 극찬을 받으며 슈팅 스타라는 별칭이 붙어 세계적으로 이름을 알렸다.
인투 더 와일드, 러브 인 쏘트, 슈거 러시, 프린세스, 레이세홀데트, 매즈 미켈슨과 함께 출연한 2차 세계 대전의 홀거 단스케 저항 조직을 다룬 영화 Flame & Citron를 포함하여 여러 영화와 시리즈에서 다양한 역할을 연기하였다. 2006년 Angels in Fast Motion에서 마약중독자를 연기하여 덴마크의 로버트 조연상을 수상하였다.
2009년 론 하워드 감독의 영화 《천사와 악마》에서 스위스 근위대의 젊은 소위 샤르트랑 역할로 출연하였고, 2012년 '베를린 국제 영화제'에서 최고의 게이, 레즈비언 영화에 수여하는 테디상을 수상한 아이라 작스의 영화 《라잇 온 미》에서 다큐멘터리 영화제작자 에릭 로스먼역을 맡았다. 2013년 4월에 방영된 쇼타임의 드라마 《더 보르지아》 시즌 3에서 제러미 아이언스와 함께 출연했다.

## 출연 작품
- 전쟁 그리고 사랑 (2018)
- 신밧드와 마법 양탄자 (2018)
- 라이트 데어에프터 (2017)
- 킬 커맨드: 드론의 습격 (2016)
- 폴링 스노우 (2016)
- 스텝프울벤 (2014)
- 3096일 (2013)
- 스파이럴 (2012)
- 비잔티움 (2012)
- 포르멘테라 (2012)
- 에디 (2012)
- 라잇 온 미 (2012)
- 더 아일랜드 (2011)
- 악동 프레디 길들이기 (2011)
- 남자에 대한 진실 (2010)
- 안데르센의 백조왕자 (2009)
- 브라더후드 (2009)
- 천사와 악마 (2009)
- 플레임 & 시트런 (2008)
- 작은 병사 (2008)
- 인투 더 와일드 (2007)
- 데이지 다이아몬드 (2007)
- 프린세스 (2006)
- 레스트리스 소울즈 (2005)
- 엔젤스 인  패스트 모션 (2005)
- 러브 인 쏘트 (2004)
- 어머니와 아들 (2000)
- 피어스 (1998)
- 정복자 펠레 (1987)